# アントニオ・バヌエロス
アントニオ・バヌエロス（Antonio Banuelos、1979年9月23日 - ）は、アメリカ合衆国の男性総合格闘家。カリフォルニア州トゥーレアリ出身。ザ・ピット所属。元WEC北米バンタム級王者。
チャック・リデルの同門であり、サンルイスオビスポを拠点とし、グレコローマンレスリングとボクシングの技術で試合を組み立てる。

## 来歴
高校時代はレスリングで地区大会三連覇。大学在学中に総合格闘技の練習を始めた。
2001年6月15日、プロデビュー。
2002年10月18日、WEC初参戦となったWEC 5でジェフ・ベダードと対戦し、ギロチンチョークによる一本負けを喫した。
2006年1月27日、グアムで開催されたFFCFで野中公人と対戦し、TKO勝ちを収めた。
2006年5月5日、WEC世界バンタム級王座決定戦でエディ・ワインランドと対戦し、ハイキックによるTKO負けを喫し王座獲得に失敗した。
2006年8月17日、WEC北米バンタム級王座決定戦でコール・エスコベドと対戦し、3-0の判定勝ちを収め王座獲得に成功した。ズッファ移管前のWEC戦績は4勝2敗となった。
2007年1月20日、ズッファ移管後初開催となったWEC 25でマイク・フレンチと対戦し、3-0の判定勝ちを収めた。
2009年6月7日、WEC 41でスコット・ヨルゲンセンと対戦し、パンチを受け左目を大きく腫らしたものの2-1の判定勝ちを収めた。11月18日、WEC 44で大沢ケンジと対戦し、3-0の判定勝ちを収めた。
2010年4月24日、WEC 48でスコット・ヨルゲンセンと10か月ぶりに再戦し、0-3の判定負け。同大会はWEC初のPPVマッチであり、その放送第1試合となった。
2010年9月30日、WEC 51でチャド・ジョージと対戦し、3-0の判定勝ち。同年10月にはUFCによるWEC吸収が発表され、バヌエロスにとってはWEC 51がラストファイトとなり、WECでの通算戦績は9勝5敗となった。

### UFC
2011年2月5日、WEC統合によるUFC初参戦となったUFC 126でミゲール・トーレスと対戦し、0-3の判定負けを喫した。

### DREAM
2011年9月24日、DREAM初参戦となったDREAM.17のバンタム級世界トーナメント 1回戦で日本王者の所英男と対戦し、2-1の判定勝ちを収めた。この試合ではチャック・リデルを彷彿とさせるモヒカン姿であった。
2011年12月31日、元気ですか!! 大晦日!! 2011のDREAMバンタム級世界トーナメント準決勝で今成正和に2-1の判定勝ち。決勝ではビビアーノ・フェルナンデスにパウンドでTKO負けを喫し準優勝となった。

## 戦績
| 総合格闘技 戦績 | 総合格闘技 戦績 | 総合格闘技 戦績 | 総合格闘技 戦績 | 総合格闘技 戦績 | 総合格闘技 戦績 | 総合格闘技 戦績 |
| --------------- | --------------- | --------------- | --------------- | --------------- | --------------- | --------------- |
| 32 試合         | (T)KO           | 一本            | 判定            | その他          | 引き分け        | 無効試合        |
| 20 勝           | 7               | 1               | 12              | 0               | 1               | 0               |
| 11 敗           | 5               | 2               | 4               | 0               | 1               | 0               |

| 勝敗 | 対戦相手                   | 試合結果                          | 大会名                                                           | 開催年月日     |
| ×    | ジョビー・サンチェス       | 2R 2:41 TKO（コーナーストップ）   | TPF 20: Night of Champions                                       | 2014年8月7日   |
| ×    | アルプテキン・オズキリッチ | 1R 0:30 TKO（パンチ連打）         | Legacy Fighting Championship 20                                  | 2013年5月31日  |
| △    | ハファエウ・ジ・フレイタス | 5分3R終了 判定                    | Legacy Fighting Championship 18                                  | 2013年3月1日   |
| ×    | ジョシュ・サンポ           | 5分3R終了 判定0-3                 | Legacy Fighting Championship 14                                  | 2012年9月14日  |
| ×    | ビビアーノ・フェルナンデス | 1R 1:11 TKO（パウンド）           | 元気ですか!! 大晦日!! 2011 【バンタム級世界トーナメント 決勝】   | 2011年12月31日 |
| ○    | 今成正和                   | 5分2R終了 判定2-1                 | 元気ですか!! 大晦日!! 2011 【バンタム級世界トーナメント 準決勝】 | 2011年12月31日 |
| ○    | 所英男                     | 5分3R終了 判定2-1                 | DREAM.17 【バンタム級世界トーナメント 1回戦】                    | 2011年9月24日  |
| ×    | ミゲール・トーレス         | 5分3R終了 判定0-3                 | UFC 126: Silva vs. Belfort                                       | 2011年2月5日   |
| ○    | チャド・ジョージ           | 5分3R終了 判定3-0                 | WEC 51: Aldo vs. Gamburyan                                       | 2010年9月30日  |
| ×    | スコット・ヨルゲンセン     | 5分3R終了 判定0-3                 | WEC 48: Aldo vs. Faber                                           | 2010年4月24日  |
| ○    | 大沢ケンジ                 | 5分3R終了 判定3-0                 | WEC 44: Brown vs. Aldo                                           | 2009年11月18日 |
| ○    | スコット・ヨルゲンセン     | 5分3R終了 判定2-1                 | WEC 41: Brown vs. Faber 2                                        | 2009年6月7日   |
| ○    | ブライアン・ゴールズビー   | 2R 0:59 KO（パンチ）              | PFC 10: Explosive                                                | 2008年9月26日  |
| ×    | マニー・タピア             | 5分3R終了 判定1-2                 | WEC 32: Condit vs. Prater                                        | 2008年2月13日  |
| ○    | ジャスティン・ロビンズ     | 5分3R終了 判定3-0                 | WEC 29: Condit vs. Larson                                        | 2007年8月5日   |
| ×    | チャーリー・ヴァレンシア   | 1R 3:12 KO（パンチ）              | WEC 26: Condit vs. Alessio                                       | 2007年3月24日  |
| ○    | マイク・フレンチ           | 5分3R終了 判定3-0                 | WEC 25: McCullough vs. Cope                                      | 2007年1月20日  |
| ○    | コール・エスコベド         | 5分3R終了 判定3-0                 | WEC 23: Hot August Fights 【WEC北米バンタム級王座決定戦】        | 2006年8月17日  |
| ×    | エディ・ワインランド       | 1R 2:36 KO（ハイキック→パウンド） | WEC 20: Cinco de Mayhem 【WEC世界バンタム級王座決定戦】          | 2006年5月5日   |
| ○    | ジェームス・コトレル       | 5分3R終了 判定3-0                 | WEC 19: Undisputed                                               | 2006年3月17日  |
| ○    | 野中公人                   | 1R 1:00 TKO（パンチ連打）         | FFCF 5: Unleashed                                                | 2006年1月27日  |
| ○    | ジャスティン・タヴァーニニ | 5分3R終了 判定3-0                 | UCW 3                                                            | 2005年10月22日 |
| ○    | エド・トマセリ             | 1R 2:25 TKO（カット）             | WEC 17: Halloween Fury 4                                         | 2005年10月14日 |
| ○    | マイク・リンドクィスト     | 1R 1:38 チョークスリーパー        | WEC 14: Vengeance                                                | 2005年3月17日  |
| ○    | ブランドン・シューイ       | 1R 0:22 TKO（パンチ連打）         | SportFight 6: Battleground in Reno                               | 2004年9月23日  |
| ○    | ヨービー・ソン             | 3R 2:39 TKO（カット）             | Rumble on the Rock 4                                             | 2003年10月10日 |
| ○    | ジム・チョンボン・キクチ   | 5分2R終了 判定3-0                 | Rumble on the Rock 2                                             | 2003年3月15日  |
| ×    | ジェフ・ベダード           | 1R 0:43 ギロチンチョーク          | WEC 5: Halloween Fury                                            | 2002年10月18日 |
| ○    | スティーブ・ヘクト         | 5分2R終了 判定3-0                 | Ultimate Cage Fighting 1                                         | 2002年5月9日   |
| ×    | ステファン・パーリング     | 1R 0:38 三角絞め                  | Warriors Quest 2: Battle of Champions                            | 2001年8月1日   |
| ○    | ブライアン・ピーターソン   | 3R 1:51 KO（パンチ連打）          | IFC Warriors Challenge 14                                        | 2001年7月18日  |
| ○    | ダニエル・ガーレッツ       | 1R TKO（パンチ連打）              | IFC Warriors Challenge 13                                        | 2001年6月15日  |

## 獲得タイトル
- 初代WEC北米バンタム級王座（2006年）